# Lycocerus ueharaensis
Lycocerus ueharaensis là một loài bọ cánh cứng trong họ Cantharidae. Loài này được Okushima miêu tả khoa học năm 1996.